# Lil Peep; Part One
Lil Peep; Part One (стилизовано как LiL PEEP; PART ONE или просто сокращённо Part One) — дебютный микстейп американского хип-хоп-исполнителя Lil Peep. Он был выпущен 18 сентября 2015 года. В поддержку микстейпа было выпущено шесть синглов: «veins», «praying to the sky», «the way i see things» «high school» «wanna be» и «ghost boy». Переиздан 18 сентября 2024 года на всех цифровых платформах.

## История
Многие считают, что сингл 2015 года «Star Shopping», который был выпущен примерно в то же время, является частью микстейпа. Однако официально трек в него не входит.
Был выпущен музыкальный видеоклип на трек «nothing to u».
10 сентября 2024 года наследники Lil Peep объявили в Instagram, что микстейп будет переиздан 18 сентября 2024 года, в честь 9-летия записи.

## Обложка
На обложке альбома находятся изображение фиолетовой зефирки Peeps и логотип ныне несуществующего коллектива Schema posse.

## Музыка и текст
В этом проекте Lil Peep выражает уязвимые темы разорванных отношений. В том числе: депрессия, наркомания, гостинг, разбитое сердце и нигилизм. В текстах песен также обычно поднимает тему своего злоупотребления психоактивными веществами.
Сингл «praying to the sky» был выделен как наиболее поднимающий подобные темы. Мелани Уэстфолл из The Daily Texan связала смесь эмо и рэпа с песней с такими строками, как «я нашел немного ксанакса в своей постели/я взял это дерьмо, вернулся ко сну/они будут скучать по мне, когда я умру/я положу голову и покоюсь с миром». При этом намекая, что «существует тенденция в этом жанре прибегать к самолечению проблем психического здоровья». В песне Peep описывает злоупотребление наркотиками, которыми он, к сожалению, стал жертвой два года спустя при употреблении препарата Ксанакс. Peep подтвердил в Твиттере, что он был «под ЛСД» при создании песни.
Одна из самых популярных песен проекта «the way i see things» дает представление о пессимистических чувствах Пипа к жизни, которой он жил в конце 2015 года. Такие слова, как: «у меня такое чувство, что меня не станет в следующем году/так что давайте немного посмеемся, прежде чем я уйду», снова жутко описывают самолечение (которое вскоре заберёт из жизни артиста), как он принимал препараты, чтобы справиться со своими чувствами: «я уже давно мечтаю об этом дерьме/теперь я под кайфом». Песня стала мейнстримом, привлёкшим к Пипу ещё больше фанатов, следом за «Star Shopping», собрав более 30 миллионов прослушиваний на SoundCloud.
В «another song» Peep поёт о расставании с девушкой, которая, по его мнению, считает его уродливым. В песне используется голос Курта Кобейна, оказавшего на Пипа одно из наибольших влияний, из интервью 1993 года. В интервью MTV Кобейн признаётся, что у него были мысли о самоубийстве.

## Коммерческий успех
Lil Peep; Part One собрал 4,000 стримов на SoundCloud в первую неделю релиза.

## Список треков
| №                   | Название               | Автор(ы)            | Продюсеры              | Длительность |
| ------------------- | ---------------------- | ------------------- | ---------------------- | ------------ |
| 1.                  | «praying to the sky»   | Густав Ар           | Greaf                  | 3:59         |
| 2.                  | «the way i see things» | Ар                  | Kryptik                | 2:13         |
| 3.                  | «High School»          | Ар                  | Haardtek [ 20 ]        | 2:48         |
| 4.                  | «another song»         | Ар                  | Glitter [ 21 ]         | 2:09         |
| 5.                  | «Five Degrees»         | Ар                  | Haardtek [ 22 ] [ 23 ] | 2:24         |
| 6.                  | «nothing to u»         | Ар                  | Kryptik [ 24 ]         | 2:27         |
| 7.                  | «its me»               | Ар                  | Fleance                | 2:07         |
| 8.                  | «ghost boy»            | Ар                  | Rozz Dyliams           | 2:10         |
| 9.                  | «veins»                | Ар                  | Greaf                  | 3:30         |
| 10.                 | «wanna be»             | Ар                  | Mysticphonk            | 2:13         |
| 11.                 | «shame on u»           | Ар                  | Haardtek               | 1:51         |
| Общая длительность: | Общая длительность:    | Общая длительность: | Общая длительность:    | 27:51        |

Комментарии к семплам
- ↑  «High School» содержит элементы из песни «Tsunaida Te» японской группы Lil’B.
- ↑  «another song» содержит элементы из песни «The Farthest Land» из официального саундтрека к игре Shadow of the Colossus жанра action-adventure на PlayStation 2. Так же за семпл было взято интервью с Куртом Кобейном для MTV, которое было проведено в декабре 1993 года.
- ↑ ↑  «Five Degrees» содержит элементы песни «Adam’s Song» группы Blink-182, написанной Марком Хоппусом и Томом Делонгом. Он также содержит инструментал песни «CUT» рэпера Bones семплированной песней «R-Evolve» группы Thirty Seconds to Mars, написанной Джаредом Лето.
- ↑  «nothing to u» содержит гитарные семплы из песни «Bulletproof Weeks» американского певца Matt Nathanson, написанной Nathanson и Troy Verges.